# Wang Su-bok
Wang Su-bok (5 marzo 1917 – 1º giugno 2003) è stata una cantante nordcoreana.
È considerata un'artista femminile innovativa, interprete di stili folk coreani come kinminyo e sinminyo.

## Biografia
Nata nel 1917, studiò presso la Scuola scelta di danza femminile di Pyongyang, specializzata nell'insegnamento del gisaeng e che formava le ragazze al canto, alla danza, alla musicalità e al costume. Dopo la fine degli studi nel 1931, debuttò come cantante di gisaeng nel 1933, riscuotendo ampia popolarità durante il resto del decennio soprattutto grazie alla canzone Ulchi marayo ("Non piangere"). Tra gli stili in cui cantava c'era il kinminyo, uno stile folk tradizionale. Sottoscrisse contratti sia con la Columbia che con la Polydor Records.
Nel gennaio 1934 Wang fu protagonista della prima trasmissione radiofonica in lingua coreana in Giappone, prodotta dall'emittente nazionale nipponica in collaborazione con l'Orchestra radiotelevisiva Kyongsong. L'anno successivo vinse un concorso di notorietà per cantanti organizzato dalla Samcheolli Co., il che la rese a novembre dello stesso anno la prima donna a essere definita l'artista canoro più popolare in Corea.
Nel 1936, all'apice della popolarità, Wang era conosciuta come la "Regina delle canzoni popolari". Si trasferì in Giappone per studiare musica occidentale; lì divenne un mezzosoprano e cantò soprattutto brani popolari dell'epoca Joseon nello stile vocale occidentale. In un'intervista dell'epoca disse: "Voglio cantare molte canzoni popolari della dinastia di Joseon, così come Choi Seung-hee ha fatto rinascere la danza della stessa epoca". I giapponesi, che avevano colonizzato la Corea, cercarono di bandire l'uso della lingua coreana nella musica popolare e così Wang Su-bok interruppe la sua carriera musicale nel 1942. Nel 1953 tornò a cantare con la Commissione centrale della radio nazionale, mentre nel 1955 si unì all'Orchestra Sinfonica Nazionale della Corea del Nord.
In occasione dei suoi 60º e 70º compleanno ricevette dei regali rispettivamente da Kim Il-sung e da Kim Jong-il. Morì nel 2003.